# Станич, Илия
Илия Станич (сербохорв. Ilija Stanić / Илија Станић, род. 19 октября 1945 года в Цолопецах) — агент югославской службы безопасности УДБА; по официальной версии, убийца деятеля партии усташей, генерала НГХ и коменданта концлагеря Ясеновац Векослава «Макса» Лубурича.

## Биография
Станич был сыном усташа, убитого в 1951 году во время спецоперации югославских служб безопасности. До 1966 года жил в Югославии, пока после короткого пребывания во Франции и Германии не уехал во франкистскую Испанию (по заданию югославских спецслужб). Работал в пресс-службе организации хорватской эмиграции «Хорватское национальное сопротивление» в Каркахенте. За это время сблизился с одним из деятелей организации, Векославом «Максом» Лубуричем.
20 апреля 1969 года в 10 часов утра сын Лубурича, Домагой, ушёл из дома. Около 11 часов Станич прокрался на кухню и забил до смерти молотком Векослава Лубурича, спрятав труп под кроватью, а затем покинул дом, уехав на такси в Барселону и бесследно исчезнув. Тело Лубурича нашли на следующий день, 21 апреля, а 22 апреля похоронили. По заявлениям врачей, смерть наступила в течение двух часов с момента нападения. Интерпол объявил Станича в розыск по подозрению в умышленном убийстве, однако усилия Интерпола оказались тщетными, и тот не предстал перед судом.
Как выяснилось, Станич переехал в Сплит, где занял пост начальника одной из гостиниц. В 2003 году журналист Францеск Баярри встретил вышедшего на пенсию Станича в Сараево и взял у него интервью, которое потом было опубликовано в книге «Встреча в Сараево». Баярри не подтвердил и не опроверг версию о том, что Станич был убийцей. В 2009 году Станич дал интервью хорватской газете «Globus», в котором сознался в убийстве и заявил, что раскаивается за совершённое.
Агентство информационной безопасности Сербии в настоящее время отрицает версию о том, что распоряжение о ликвидации Лубурича отдал Иосип Броз Тито и что УДБА вообще была причастна к ликвидации Лубурича, но отказывается рассекретить документы по этому делу. Также рассматривается версия, подтверждаемая частично словами Станича, что убийство Лубурича было выгодно его политическим противникам в рядах хорватской эмиграции, поскольку он отказался подчиняться в своё время Анте Павеличу.